# Service de sécurité présidentiel
Le Service de sécurité présidentiel (SBP) (russe : Служба безопасности президента России ) est une agence du gouvernement fédéral chargée des tâches liées à la protection du président de la Russie et du premier ministre de la Russie avec leurs familles et résidences respectives. Son origine remonte à la neuvième direction générale du KGB de l'URSS. Le premier fonctionnaire à diriger l'agence est Alexandre Korjakov, un général du KGB.

## Structure et commandement
De 2000 à 2013, le poste de chef du Service de protection présidentielle est occupé par le général Viktor Zolotov.
L'agence compte environ 2 500 personnes en 2007, comme le suggère une publication dans la presse occidentale.

### Service de sécurité psychologique
Le département de la sécurité psychologique est la branche du service de sécurité présidentielle chargée d'analyser les renseignements sur les menaces à la vie du président. Le Ministère gère un groupe d'experts de plusieurs services de renseignement, comme le GRU, le FSB et le SVR .[réf. nécessaire]

## Chefs du service de sécurité présidentielle
- Alexandre Korjakov (1991–1996)
- Youri Krapivine (1996)
- Anatoly Kouznetsov (1996-2000)
- Viktor Zolotov (18 mai 2000 - septembre 2013)
- Oleg Klementiyev (septembre 2013 - juin 2015)
- Dmitry Kotchnev (juin 2015 – mai 2016)
- Alexeï Roubejnoï (depuis juin 2016)